# Crozet (Virginia)
Crozet es un lugar designado por el censo situado en el condado de Albemarle, Virginia  (Estados Unidos). Según el censo de 2010 tenía una población de 5.565 habitantes.

## Demografía
Según el censo del 2000, Crozet tenía 2.820 habitantes, 995 viviendas, y 757 familias. La densidad de población era de 291,9 habitantes por km².
De las 995 viviendas en un 38,4%  vivían niños de menos de 18 años, en un 61,3%  vivían parejas casadas, en un 11,7% mujeres solteras, y en un 23,9% no eran unidades familiares. En el 20,1% de las viviendas  vivían personas solas el 9% de las cuales correspondía a personas de 65 años o más que vivían solas. El número medio de personas viviendo en cada vivienda era de 2,68 y el número medio de personas que vivían en cada familia era de 3,07.
Por edades la población se repartía de la siguiente manera: un 27% tenía menos de 18 años, un 4,6% entre 18 y 24, un 28,9% entre 25 y 44, un 25,3% de 45 a 60 y un 14,3% 65 años o más.
La edad media era de 39 años.  Por cada 100 mujeres de 18 o más años  había 82,9 hombres.
La renta media por vivienda era de 46.275$ y la renta media por familia de 53.125$. Los hombres tenían una renta media de 30.805$ mientras que las mujeres 25.407$. La renta per cápita de la población era de 18.647$. En torno al 1,8% de las familias y el 3,3% de la población estaban por debajo del umbral de pobreza.

## Localidades adyacentes
El siguiente diagrama muestra a las localidades más próximas a Crozet.